# Ballomar
Ballomar (in latino: Ballomar; 140 circa – Moravia, 170/180) è stato un principe germanico, della popolazione dei Marcomanni dell'epoca di Marco Aurelio.

## Biografia

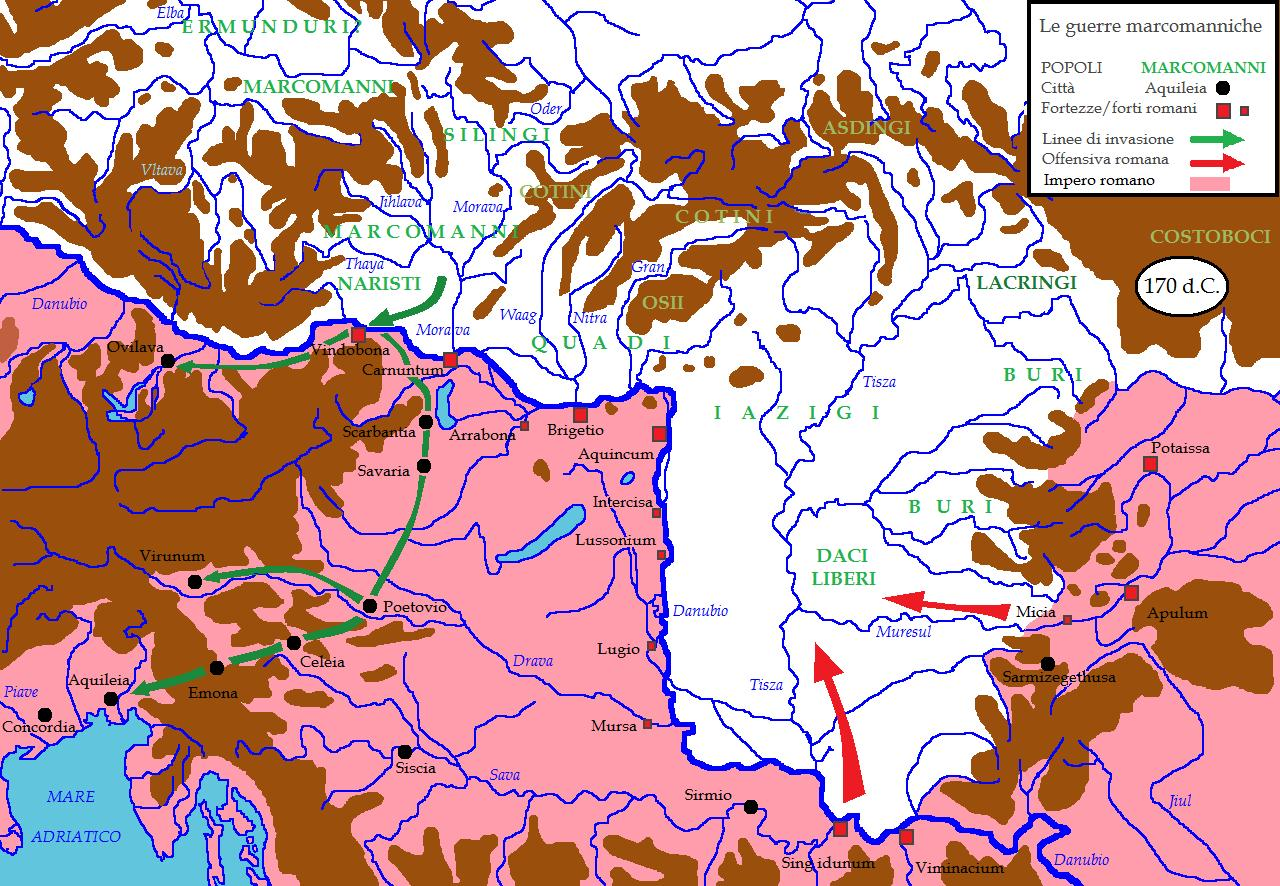
L'invasione del 170 nel corso delle guerre marcomanniche.

Ricordato da Cassio Dione Cocceiano per aver condotto trattative di pace con il governatore della Pannonia superiore, un certo Iallo Basso, a seguito dello sfondamento del limes da parte di alcune tribù germaniche sue alleate (Longobardi ed Osii), nel 167. Era il principio delle guerre marcomanniche.
Partecipò alla grande invasione del 170 d.C., che vide una grossa coalizione di genti barbare sfondare il limes pannonico, battere 20.000 soldati romani accorrenti, e spingersi fino nell'Italia settentrionale (assedio di Aquileia e distruzione di Opitergium).
Potrebbe essere il personaggio rappresentato nell'episodio XXV della Colonna di Marco Aurelio. In questo caso il prigioniero condotto davanti a Marco Aurelio rappresenterebbe la resa da parte dei Marcomanni, ormai battuti dai Romani. La datazione possibile dell'episodio sarebbe quella del 172, in base alla cronologia della Colonna.

### Fonti primarie
- Dione LXXII.
- SHA Marcus.

### Fonti secondarie
- A.Birley, Marco Aurelio, trad.it., Milano 1990.
- P.Grimal, Marco Aurelio, trad.it., Milano 2004.